# Luke Vibert
Luke Vibert (n. 26 ianuarie 1973, Redruth, Anglia, Regatul Unit) este un muzician și producător de muzică electronică, cunoscut în activitatea sa sub mai multe pseudonime, precum Plug și Wagon Christ. Crescut în Cornwall, Vibert a început să se lanseze în cariera muzicală în anii 1990 în mai multe genuri, inclusiv techno, drum and bass și trip hop . El a înregistrat la case de discuri precum Rephlex, Ninja Tune, Planet Mu și Warp.

## Discografie

### Albume
| Titlu                                 | Alias                               | Eliberare | Casă de discuri     |
| ------------------------------------- | ----------------------------------- | --------- | ------------------- |
| Weirs                                 | Vibert/Simmonds                     | 1993      | Rephlex             |
| Phat Lab Nightmare                    | Wagon Christ                        | 1994      | Rising High         |
| Throbbing Pouch                       | Wagon Christ                        | 1995      | Rising High         |
| Drum 'n' Bass for Papa                | Plug                                | 1996      | Blue Planet         |
| Big Soup                              | Luke Vibert                         | 1997      | Mo' Wax             |
| Tally Ho!                             | Wagon Christ                        | 1998      | Astralwerks         |
| Stop the Panic                        | Luke Vibert & B. J. Cole            | 2000      | Astralwerks         |
| Musipal                               | Wagon Christ                        | 2001      | Ninja Tune          |
| YosepH                                | Luke Vibert                         | 2003      | Warp                |
| Kerrier District                      | Kerrier District                    | 2004      | Rephlex             |
| Sorry I Make You Lush                 | Wagon Christ                        | 2004      | Ninja Tune          |
| Lover's Acid                          | Luke Vibert                         | 2005      | Planet Mu           |
| Amen Andrews Vs. Spac Hand Luke       | Amen Andrews, Spac Hand Luke        | 2006      | Rephlex             |
| Benefist                              | The Ace of Clubs                    | 2007      | First Cask          |
| Chicago, Detroit, Redruth             | Luke Vibert                         | 2007      | Planet Mu           |
| Moog Acid                             | Jean Jacques Perrey and Luke Vibert | 2007      | Lo Recordings       |
| Rodulate                              | Vibert/Simmonds                     | 2008      | Rephlex             |
| Rhythm                                | ルーク・ヴァイバート                | 2008      | Sound of Speed      |
| We Hear You                           | Luke Vibert                         | 2009      | Planet Mu           |
| Toomorrow                             | Wagon Christ                        | 2011      | Ninja Tune          |
| Back On Time                          | Plug                                | 2011      | BEAT Records        |
| Ridmik                                | Luke Vibert                         | 2014      | Hypercolour         |
| 4                                     | Kerrier District                    | 2015      | Hypercolour         |
| Bizarster                             | Luke Vibert                         | 2015      | Planet Mu           |
| Luke Vibert Presents UK Garave Vol. 1 | Luke Vibert                         | 2017      | Hypercolour Records |
| Smell The Urgency                     | Bluke (Luke Vibert and BluRum13)    | 2017      | Besides Records     |
| Sense The Urgency                     | Bluke (Luke Vibert and BluRum13)    | 2019      | Ropeadope           |
| Valvable                              | Luke Vibert                         | 2019      | I Love Acid         |
| Luke Vibert Presents Amen Andrews     | Luke Vibert                         | 2020      | Hypercolour Records |
| Luke Vibert Presents Modern Rave      | Luke Vibert                         | 2020      | Hypercolour Records |
| Luke Vibert Presents Rave Hop         | Luke Vibert                         | 2020      | Hypercolour Records |
| Recepticon                            | Wagon Christ                        | 2020      | People of Rhythm    |
| GRIT                                  | Luke Vibert                         | 2022      | Hypercolour Records |

### EP-uri
| Titlu               | Alias                              | Eliberare  | Casă de discuri      |
| ------------------- | ---------------------------------- | ---------- | -------------------- |
| Sunset Boulevard EP | Wagon Christ                       | 1994       | Rising High          |
| At Atmos EP         | Wagon Christ                       | 1994       | Rising High          |
| Rissalecki EP       | Wagon Christ                       | 1995-03    | Rising High          |
| Redone EP           | Wagon Christ                       | 1995-09    | Rising High          |
| A Polished Solid    | Luke Vibert                        | 1995       | Mo' Wax              |
| Me &amp; Mr. Sutton | Priza                              | 1997-07    | Blue Planet          |
| The Power of Love   | Wagon Christ                       | 1998-06-02 | Astralwerks          |
| Lovely              | Wagon Christ                       | 25-08-1998 | Astralwerks          |
| '95-'99             | Luke Vibert                        | 2000-06    | Planet Mu            |
| Homewerk            | Luke Vibert                        | 2002-05-10 | Planet Mu            |
| Shadows             | Wagon Christ                       | 2004       | Ninja Tune           |
| Sidthug             | Spac Hand Luke                     | 2006-06-06 | Rephlex              |
| Moog Acid           | Jean Jacques Perrey și Luke Vibert | 26-06-2006 | LoEB                 |
| Kerrier District 2  | Kerrier District                   | 2006-07-11 | Rephlex              |
| Here It Comes EP    | Plug                               | 30-11-2006 | Rewind               |
| Rubber Chunks EP    | The Ace of Clubs                   | 2007-06-04 | First Cask           |
| Mate Tron           | Luke Vibert                        | 2007-07-02 | Planeta Mu           |
| Instant Vibe        | Luke Warm                          | 21-04-2014 | Blueberry Recordings |
| News of the World   | Amen Andrews                       | 2014-11-10 | Blueberry Recordings |
| Tum EP              | Luke Vibert                        | 2018-01-19 | People of Rhythm     |
| Arcadia             | Luke Vibert                        | 12-04-2014 | De:tuned             |

### Albume de compilare
| Titlu                                          | Alias       | Eliberare  | Casă de discuri      |
| ---------------------------------------------- | ----------- | ---------- | -------------------- |
| Drum 'N' Bass for Papa/Plug EP's 1, 2, &amp; 3 | Plug        | 1997-09-09 | Nothing / Interscope |
| Nuggets: Luke Vibert's Selection               | Luke Vibert | 2001-08-07 | Lo Recordings        |
| Further Nuggets                                | Luke Vibert | 20-05-2002 | Lo Recordings        |
| Luke Viberts Nuggets 3                         | Luke Vibert | 14-10-2013 | Lo Recordings        |

| Titlu                          | Alias                  | Eliberare  | Casă de discuri |
| ------------------------------ | ---------------------- | ---------- | --------------- |
| " Plug 1 Visible Crater Funk " | Plug                   | 1995       | Rising High     |
| „ Plug 2 Rebuilt Kev ”         | Plug                   | 1995       | Rising High     |
| „ Plug 3 Versatile Crib Funk ” | Plug                   | 1995       | Rising High     |
| „ Do Unto Others ”             | Luke Vibert            | 1997       | Mo' Wax         |
| " Drum 'n' Bass 'n' Steel "    | Luke Vibert și BJ Cole | 1999-11-01 | Law &amp; Auder |
| „ Spring Collection”           | Luke Vibert și BJ Cole | 2000-10-31 | Cooking Vinyl   |
| " Receiver "                   | Wagon Christ           | 20-02-2001 | Ninja Tune      |
| " Ataride/Tomorrow Acid "      | Wagon Christ           | 2001-06-12 | Ninja Tune      |
| " Classid Trax "               | The Ace of Clubs       | 2002       | Paperplane      |
| " Vol 01 "                     | Amen Andrews           | 2003-08-12 | Rephlex         |
| " Vol 02 "                     | Amen Andrews           | 2003-09-09 | Rephlex         |
| " Vol 03 "                     | Amen Andrews           | 23-09-2003 | Rephlex         |
| " Vol 04 "                     | Amen Andrews           | 2003-08-12 | Rephlex         |
| " Vol 05 "                     | Amen Andrews           | 2003-11-04 | Rephlex         |
| " Shadows "                    | Wagon Christ           | 24-08-2004 | Ninja Tune      |
| " Lover's Acid "               | Luke Vibert            | 14-03-2005 | Planeta Mu      |

### Apariții în compilație
| Denumirea piesei     | Alias       | Bazat pe                                       | Data lansării |
| -------------------- | ----------- | ---------------------------------------------- | ------------- |
| „Get Your Head Down” | Luke Vibert | Ninja Cuts: Flexistentialism                   | 1996          |
| "Argos"              | Plug        | Mealtime (Planet µ Records Compilation)        | 1997          |
| „Rewind Selecta”     | Butler Kiev | µ Allstars - Criminal / Hang All DJ's Volume 3 | 2000/2003     |

### Remixuri
| Denumirea piesei                                     | Alias            | Bazat pe                                      | Data lansării |
| ---------------------------------------------------- | ---------------- | --------------------------------------------- | ------------- |
| "Vacuum Sucker"                                      | Wagon Christ     | Aural Expansion - Remixed Sheep               | 1995          |
| „Turtle Soup (Wagon Christ Mix)”                     | Wagon Christ     | DJ Food - Refried Food                        | 1996          |
| „The Lake of Winter (Wagon Christ Mix)”              | Wagon Christ     | Nobukazu Takemura - Child's View Remix        | 1996          |
| „The Perfect Drug (Remixed by Plug)”                 | Priza            | Nine Inch Nails - „The Perfect Drug” Versions | 1997          |
| „Radio Babylon (Luke Vibert Mix)”                    | Luke Vibert      | Manifest Meat Beat - Original Fire            | 1997          |
| „Genius (Luke Vibert Mix)”                           | Luke Vibert      | Pitchshifter - Genius Single                  | 1998          |
| „Tank (Luke Vibert Remix)”                           | Luke Vibert      | Cowboy Bebop Remixes: Music for Freelance     | 1999          |
| „Shin Triad (Wagon Christ Mix)”                      | Wagon Christ     | Squarepusher - Maximum Priest EP              | 1999          |
| „Timing, Forget The Timing (Kerrier District Remix)” | Kerrier District | Disco Club (Remix)                            | 2004          |